# Gaál Imre (festő)
Gaál Imre (Pesterzsébet, 1922. szeptember 17. – Budapest, 1964. május 14.) magyar festőművész.

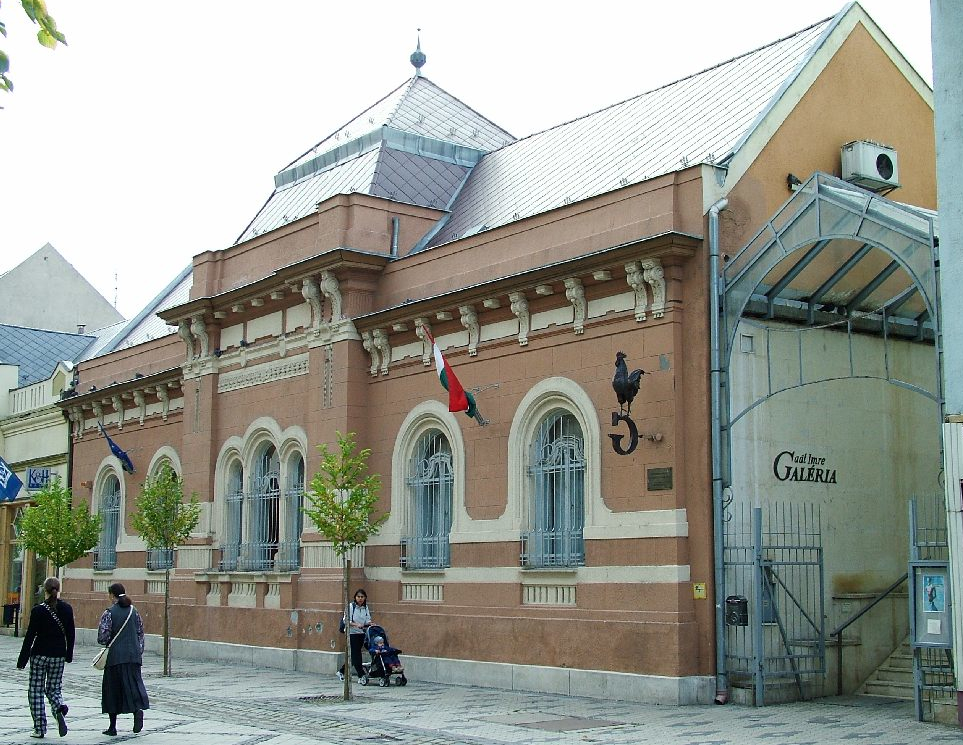
A Gaál Imre Galéria

## Életpályája
Gyermekkorát Kiskunlacházán töltötte. Érettségi után a Nagykőrösi Tanítóképző főiskolára iratkozott be. 1943-ban Gallé Tibor szabadiskoláját látogatta és felvételi vizsgát tett a Képzőművészeti Főiskolára, ahonnan ekkor még elutasították. 1945-től lett a Főiskola hallgatója, Bernáth Aurél növendékeként. Ekkoriban figyelt fel tehetségére Décsei Géza pesterzsébeti katolikus pap. 1947-ben abbahagyta tanulmányait, az 1950-es évek első felében alkalmi munkákból élt. Egy felkérésnek eleget téve festette meg a mendei templom Szent Ignác életéről szóló freskóit. 1960-ban alapító tagja volt az ÁTLÓK művészcsoportnak. A festészet mellett szobrászati munkákkal is foglalkozott. Tragikus hirtelenséggel hunyt el 42 éves korában. 

## Emlékezete
- Síremléke a kiskunlacházi református temetőben található.
- Hagyatékából alakult ki a pesterzsébeti Gaál Imre Galéria.

## Kiállítások
- 1967 • Ernst Múzeum, Budapest

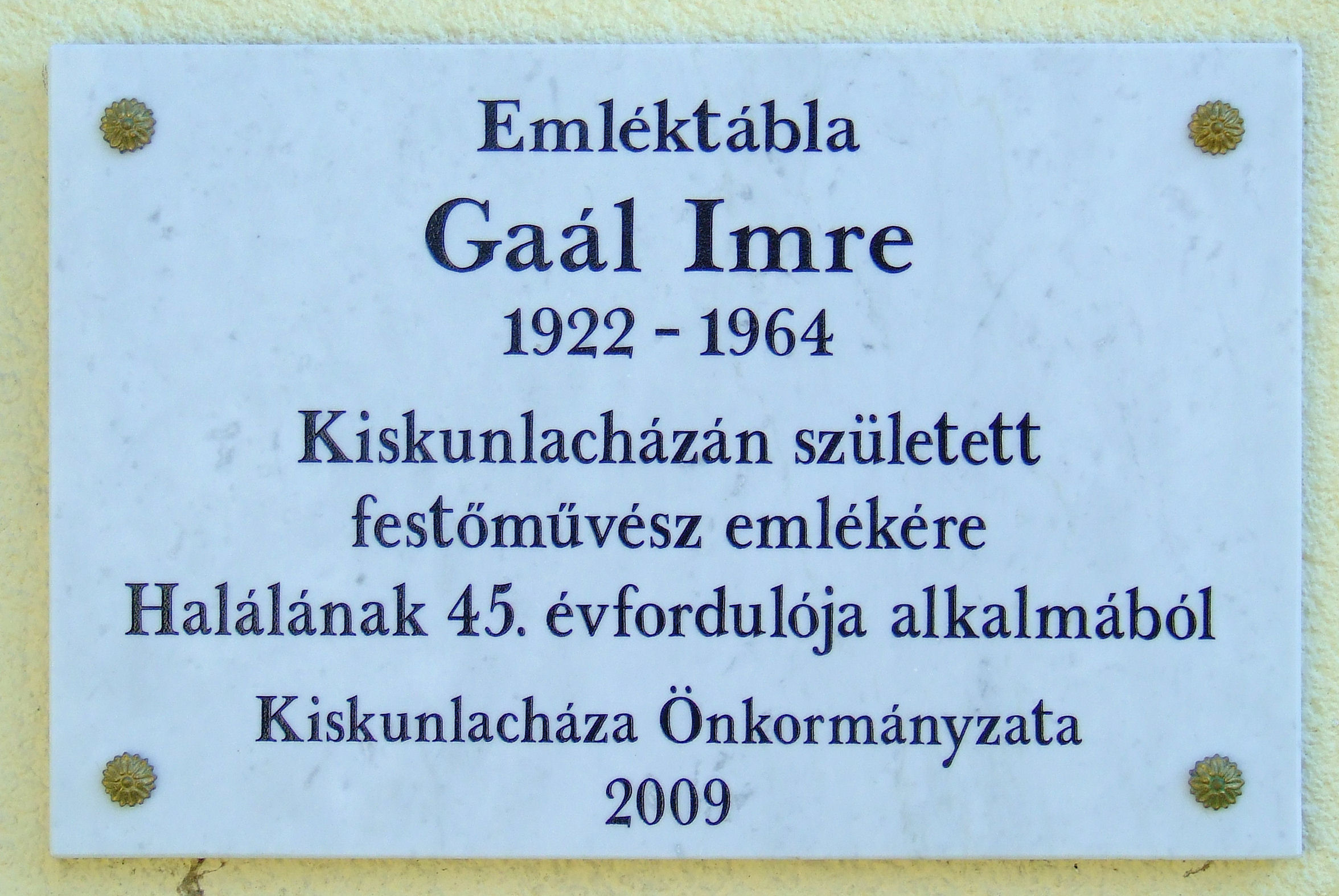
Emléktáblája Kiskunlacházán

- 1967, 1974, 1987 • Pesterzsébeti Múzeum, Budapest
- 1977 • Xantus János Múzeum, Győr
- 1979, 1993 • Művelődési Ház, Kiskunlacháza
- 1997 • Gaál Imre Galéria, Budapest

Több műve látható közgyűjteményekben.